# راسيل باورز
راسيل باورز (بالإنجليزية: Russell Bowers)‏ هو سياسي أمريكي، ولد في 20 أكتوبر 1952. حزبياً، نشط في الحزب الجمهوري. وقد انتخب عضو مجلس نواب أريزونا.